# Monte Osero
Il monte Osero è una montagna dell'Appennino ligure alta 1301 m s.l.m. situata sullo spartiacque tra la val Perino e la val Nure, sul confine tra i comuni di Bettola e Farini, in provincia di Piacenza.
La montagna è raggiungibile dalla quasi omonima frazione di Montosero, posta nel territorio comunale di Bettola.
Fa parte del sito SIC-ZSC di Monte Capra, Monte Tre Abati, Monte Armelio, Sant'Agostino, Lago di Averaldi che comprende un'ampia zona tra la val Trebbia e la val Perino, fino al contrafforte sinistro della val Nure.

## Storia
Durante la seconda guerra mondiale, nell'ambito della lotta partigiana, il monte, così come tutta la montagna piacentina, fu teatro di scontri tra i partigiani e le truppe tedesche e repubblichine. Tra il 1º e il 3 dicembre 1944 la zona fu teatro della battaglia del Cerro, svoltasi lungo la linea difensiva che separava la val Nure dalla val Trebbia e dalla val Perino tra il monte Aserei, a sud, e il passo della Pia, a nord, e che vide la morte di un civile e di un partigiano.
Sulla cima sono stati ritrovati dei resti di un aeromobile americano Douglas A-20 Havoc/Boston, anch'esso risalente al periodo della seconda guerra mondiale.

## Descrizione
Sulla cima del monte Osero è presente un ampio prato caratterizzato dalla presenza di un unico albero solitario, fra i cui rami è posta una piccola edicola contenente al suo interno una statuetta dedicata alla Madonna.
Le pendici del monte sono ricoperte da faggete e da boschi di conifere, questi ultimi frutto di opere di rimboschimento.
Il versante della montagna che dà sulla val Perino è caratterizzato da una ripida parete boscata che arriva fino al fondovalle percorso dal torrente Perino.

## Turismo
Le pendici e la vetta del monte sono percorsi da alcuni sentieri del CAI, percorribili a piedi oppure in mountain bike.
Il monte Osero è posto sul percorso della lunga marcia organizzata ogni anno nel mese di maggio dal GAEP (Gruppo Alpinisti Escursionisti Piacentini) che prevede un percorso di 33 km dal passo del Cerro fino al passo del Crociglia.